# Leucocnemis perfundis
Leucocnemis perfundis är en fjärilsart som beskrevs av Smith 1894. Leucocnemis perfundis ingår i släktet Leucocnemis och familjen nattflyn. Inga underarter finns listade i Catalogue of Life.